# Cercopitec coronat
El cercopitec coronat (Cercopithecus pogonias) és una espècie de primat de la família dels cercopitècids. Viu a Angola, el Camerun, la República Centreafricana, la República del Congo, la República Democràtica del Congo, Guinea Equatorial, el Gabon i Nigèria.